# 帕斯德里奧
帕斯德里奧是哥倫比亞的城鎮，位於該國東北部，由博亞卡省負責管轄，距離首府通哈107公里，始建於1824年，面積116平方公里，海拔高度2,365米，2005年人口5,083。